# Ружена Байчі
Ружена Байчі (англ. Ruzena Bajcsy, уроджена Кучерова, словац. Kučerová; 28 травня 1933 , Братислава ) — американська науковиця словацького походження, що спеціалізується на робототехніці та штучному інтелекті.

## Життєпис
Байчі народилася 1933 року в Братиславі в єврейській родині. Втратила матір у дитинстві. Батько був інженером, що врятувало сім'ю від повного винищення нацистами, але до 1944 року більшість її родичів усе ж було вбито або вивезено в концтабори. Батько та мачуха загинули в концтаборі. Вижилі Ружена та її сестра врятувалися, коли Червоний хрест записав їх сиротами й оформив у дитячий будинок, де вони й виросли.
У школі демонструвала явні здібності до математики, але в університет пішла вчитися на електротехніку, тому що математика, в умовах марксистсько-ленінської ідеології, обіцяла їй лише викладацьку кар'єру. 1957 року захистила дипломну роботу, а 1967 — кандидатську дисертацію з електротехніки у Словацькому технічному університеті. 1972 року вона захистила ще одну кандидатську (на здобуття ступеня доктора філософії) у Стенфордському університеті під керівництвом легендарного Джона Маккарті, творця мови Лісп та одного з батьків-засновників штучного інтелекту. Темою її другої дисертації стало «Комп'ютерне розпізнавання текстурних візуальних сцен» (Computer Identification of Textured Visual Scenes). Також отримала низку почесних докторських ступенів від Люблянського (2001) та Пенсільванського (2012) університетів, а також від Шведського КТІ (2012).
Після радянського вторгнення до Чехословаччини 1968 року ухвалила рішення не повертатися на батьківщину і залишилася в США. Тільки після Оксамитової революції в Чехословаччині 1989 року возз'єдналася зі сім'єю, коли її дочка Клара (нар. 1957) та син Петер (нар. 1964) переїхали до США.
Довго працювала в Пенсільванському університеті, де заснувала лабораторію із загальної робототехніки та активного сенсорного сприйняття (англ. General Robotics and Active Sensory Perception, GRASP), після чого перейшла до Каліфорнійського університету в Берклі, де й працює досі (на 2016 рік).
Під її керівництвом успішно захистилися 28 аспірантів, багато з яких стали успішними вченими. За іншими джерелами їхня кількість перевищує 50. Авторка та співавторка понад двохсот конференційних та журнальних робіт, її індекс Хірша на 2016 рік становить 54.
Увійшла в список найвпливовіших жінок у науці, який у листопадовому номері 2002 року надрукував журнал Discover. Визнання колег виражається членством у Національній інженерній академії, Національної медичної академії, Асоціації обчислювальних машин, Інституту інженерів з електротехніки та електроніки, Асоціації з розвитку штучного інтелекту та Американської академії мистецтв і наук. Більшість цих організацій відзначили її особливими нагородами та почестями.
Дослідницькі інтереси Ружени Байчі на 2016 рік сягають галузей комп'ютерного зору, штучного інтелекту, робототехніки, технічних засобів реабілітації, моделювання людей, телеприсутності і сенсорних мереж.
2022 року під час візиту до США президентка Словаччини Зузана Чапутова вручила Ружені Байчі орден Подвійного білого хреста 2 класу.

## Особисте життя
Перший чоловік — Юліус Байчі (словац. Július Bajcsy; нар. 1930). Від нього має двох дітей: дочка Клара (Klára; нар. 1957) і син Петер (Peter; нар. 1964). Розлучилися 1969 року.
1979 року вийшла заміж за Шермана Франкеля (Sherman Frankel). Від нього має сина Волтера (Walter).